# Ветлянка (приток Съезжей)
Ветля́нка — река, левый приток Съезжей, протекает по территории Алексеевского, Нефтегорского и Богатовского районов Самарской области в России. Длина реки — 50 км, площадь водосборного бассейна — 447 км².

## Описание
Ветлянка начинается в овраге Сухая Ветлянка около посёлка Сухая Ветлянка. Генеральным направлением течения реки является север. На высоте 64 м над уровнем моря к северо-западу от Нефтегорска разливается в Ветлянское водохранилище. Около села Максимовка Ветлянка впадает в Съезжую на высоте 39 м над уровнем моря.

## Данные водного реестра
По данным государственного водного реестра России, Ветлянка относится к Нижневолжскому бассейновому округу. Водохозяйственный участок реки — Самара от водомерного поста у села Елшанка до города Самара (выше города), без реки Большой Кинель. Речного подбассейна Ветлянка не имеет, а её речной бассейн — Волга от верховий Куйбышевского водохранилища до впадения в Каспий.
Код объекта в государственном водном реестре — 11010001112112100007590.